# NX海運
NX海運株式会社（エヌエックスかいうん）は、東京都千代田区に本社を置く、NXグループの海運会社である。貨物船の定期航路のほか、一般貨物船・特殊貨物船などを運航している。
親会社である日本通運の単独株式移転による持株会社制への移行並びにグループブランドシンボル「NX」の導入に伴い、2022年1月に日本海運株式会社（にっぽんかいうん）から社名変更された。

## 航路

### 定期航路
定期航路は、日本通運の内航海上輸送部門を担うものとして運航されている。なお、いずれの航路もコンテナ積載や他の航路への中継輸送が可能となっている。
- あかしあライン（北海道 - 東京 - 大阪 航路）[3]
  - 航路 ： 東京港 - 大阪港（一部便） - 苫小牧港・釧路港
  - 使用船舶 ： 「ひまわり7」・「ひまわり8」・「ひまわり9」

東京から苫小牧へは週5便、釧路へは週1～2便（うち大阪経由苫小牧・釧路へ1～2便）運航している。
- 2001・2002年頃、「あかしあ・えりもライン」として十勝港を経由していたが、現在は経由していない。
- かつておやしおラインと称する大阪港・玉野港・高松港 - 石巻港 - 苫小牧港・釧路港を結ぶコンテナ船航路を就航させていた。
  - 2012年4月よりあかしあラインの「ひまわり3」を関西延航（東京～苫小牧～釧路～東京～大阪～高松～東京）させ、あかしあライン航路に統合している。なお、2015年4月より高松寄港を中止している。

- 2012年7月より、あかしあラインの運航について栗林商船と提携輸送（スペースチャーター）している。

- くろしおライン（東京 - 九州・瀬戸内航路）[3][9]
  - 航路 ： 東京港 - 宇野港・岩国港・徳山港・博多港
  - 使用船舶 ： 「ひまわり5」「ひまわり6」[10]・「さんふらわあ とうきょう」「さんふらわあ はかた」[9][注 1] ※斜字は商船三井フェリーが運航。

2003年より商船三井フェリーと共同運航を開始、翌年から週6便のデイリー運航。
- かつて2003年頃まで、「瀬戸内ライン」の愛称を持つコンテナ専用船による東京港 - 瀬戸内航路を運航していた。就航船 : 興徳丸。実質、くろしおライン航路に取り込まれる形にて、2003年半ばには休航となっている。

### かつて就航していた主な航路
ニュージャンボフェリー（高松 - 神戸航路）
- 航路：高松東港（香川県高松市） - 神戸港・東神戸フェリーセンター（兵庫県神戸市）
- 就航期間：1970年10月 - 1998年9月30日
- 運航本数：5往復（新規就航時点）
- 使用船舶：日本海運 - 神高丸、四国フェリー - 神戸丸

四国フェリーとの共同運航。日本海運による運航便は「ニュージャンボ神高フェリー」と呼ばれ、運航開始から数年間は日本通運本体が運航していた。
航路は並航していたジャンボフェリーと同一であるほか、運賃も同額であったが、回数券などの共用はなされていなかった。また、ジャンボフェリーを運航していた関西汽船および加藤汽船との協定により、就航から1986年12月26日までは旅客のみの扱いができず、徒歩客の乗船はできなかった。なお、徒歩客の扱いを開始した後も、歩行者専用の連絡通路ではなく、車両甲板から乗下船していた。一方、車両については高松東港での乗用車の積み下ろしは船尾に備え付けられていたランプウェイを使用していた。
旅客施設は、東神戸フェリーセンターについては各社とも同じ施設を利用、高松東港については関西汽船・加藤汽船が管理していたターミナルビルの一部を間借りしていた。（共同運航相手の四国フェリーのみ別の場所に自社施設を設けていた。）
1998年4月5日に開通した明石海峡大橋の影響により廃止された。

## 船舶

### 就航中の船舶
一般型貨物船のほか、RO-RO船、コンテナ船、特殊貨物船（台船）、各種専用船を保有している。保有船舶は計31隻（94,062総トン）となっている。ファンネルマークは白地にNXグループのロゴマークと上下に紺色のラインをあしらう。日本海運時代には黄色を基調に日本通運の丸通マークや赤丸に白く「N」を描いた自社のロゴマークをあしらっていた。

#### RO-RO船
- ひまわり1

2001年4月竣工、内海造船瀬戸田工場建造
7,323総トン、4,000載貨重量トン、全長161.10m、型幅24.00m、型深さ12.00m、満載喫水6.40m、ディーゼル（日立 MAN-B&W 12L50MC）1基、機関出力23,000PS、航海速力23.0ノット、12フィートコンテナ266個、シャーシ50台
- ひまわり2

2001年7月竣工、内海造船瀬戸田工場建造
7,323総トン、4,000載貨重量トン、全長161.15m、型幅24.00m、型深さ12.00m、満載喫水6.40m、ディーゼル（日立 MAN-B&W 12L50MC）1基、機関出力23,000PS、航海速力23.0ノット、12フィートコンテナ266個、シャーシ50台
- ひまわり5

- ひまわり7
- ひまわり8
- ひまわり9

#### 専用船
- 第1陽周丸（セメント船）
- 第5陽周丸（セメント船）
- 黄隆丸 - 鋼材輸送
- 光洋丸 (自動車運搬船）RORO
- 照射済核燃料運搬専用船
- 低レベル放射性廃棄物運搬専用船

### かつて就航していた主な船舶
- 神高丸 (初代)[17]

1970年9月竣工、同年10月就航。2663.5総トン、全長98.3m、幅16.4m、出力7,200馬力、航海速力18.7ノット（最大19.9ノット）。単胴船。
旅客定員662名。車両積載数：乗用車50台、トラック（8t換算）80台。福岡造船建造。
「ニュージャンボフェリー」に就航。1978年頃、船体延長工事施工。1990年、フィリピンに売却。
- 神高丸 (2代)[17]

1989年11月竣工・就航。3,661総トン、全長114.7m、幅20.2m、出力11,400馬力、航海速力19.5ノット（最大20.5ノット）。単胴船。
旅客定員495名。車両積載数：乗用車67台、トラック（8t換算）62台。福岡造船建造。
「ニュージャンボフェリー」に就航。船体には青いラインに青のNマークが塗装されていた。航路廃止後は関西汽船が購入する計画もあったが、2000年に台湾に売却。2003年、ギリシャに売却。
- うらが丸（コンテナ船）

1997年竣工。5,818総トン、全長 : 137.31m、幅 : 20.0m、深 : 9.0m、出力 : 13580馬力、航海速力 : 20.6ノット。
最大積載コンテナ個数434個（12ft換算）。内海造船瀬戸田工場建造。
- 2012年4月、「おやしおライン」終航とともに解役。海外売船され、現在、"HANSUNG INCHEON"（船籍 : 韓国）として就航中。

- ひまわり3（RO-RO船）

1997年竣工。全長132.82m、幅21.4m、出力16,830馬力、航海速力21.5ノット。
車輛積載数12mシャーシ20台、最大積載コンテナ個数300個（12ft換算）。福岡造船建造。
- 装備にガントリークレーンを持ち前半分がコンテナ船・後半分がRORO船構造と、特徴的な船形をしていた。
- 就航時の船名は「はかた丸」、2004年改名。2013年4月2日、ひまわり7就航とともに解役され、現在、"SEODONG SKY"（船籍 : パナマ）として就航中。

- ひまわり6

2003年12月22日竣工、三菱重工業下関造船所建造
10,471総トン、6,206重量トン、全長166.90m、幅27.00m、深さ19.94m、満載喫水6.62m、航海速力23.0ノット、機関出力15,345kW、乗用車251台、シャーシ160台
- 第二陽周丸（セメント輸送船）（トクヤマ専用船）[21]

1988年11月竣工・就役。2,012総トン、全長 : 86.00m、型幅 : 14.50m、深 : 6.50m、出力 : 2200馬力、航海速力 : 12.50ノット
積載トン数4,000トン。神田造船所川尻工場建造。
2016年11月28日解役。
- 太陽（特別管理廃棄物輸送船）

## 拠点
- 本社 - 東京都港区
  - 営業本部 - トランパー、ライナー、資源・エネルギー、企画・開発
  - 管理本部 - 総務・船員、経理、IT、船舶・安全、企画・開発

- 福山事業所 - 広島県福山市に所在。主に専用船事業（鋼材輸送）を担当。
- 広島事業所 - 広島県広島市、主に専用船事業（自動車輸送）を担当。
- 周南事業所 - 山口県周南市、主に専用船事業（セメント輸送）を担当。
- 高松営業所 - 香川県香川郡直島町[22] 、主にリサイクル事業 [注 3] を担当。
- 六ヶ所事務所 - 青森県上北郡六ヶ所村